# Henri Alexis Brialmont

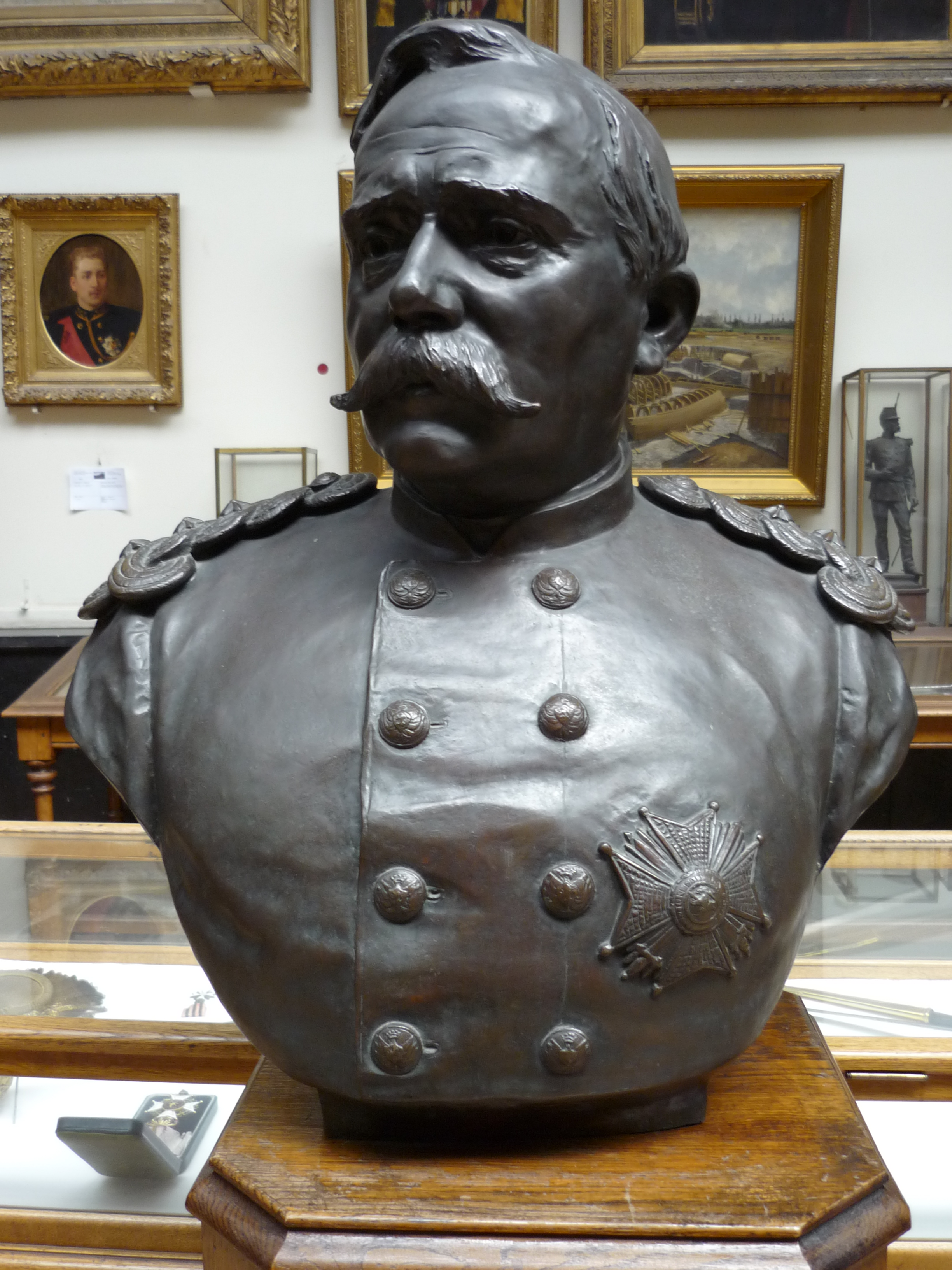
Henri Alexis Brialmont

Henri Alexis Brialmont (ur. 25 maja 1821, zm. 21 lipca 1903) – belgijski wojskowy, inżynier teoretyk i budowniczy fortyfikacji.
Brialmont był twórcą fortyfikacji wokół Budapesztu. Jego największym dziełem pozostają umocnienia trzech wielkich belgijskich twierdz: Antwerpii, Liège i Namur, wzniesione według jego własnych, w wielu elementach nowatorskich i przełomowych projektów.